# Church Ridge
Church Ridge – grzbiet górski oddzielający Church Glacier i Leander Glacier w Górach Admiralicji w Antarktydzie Wschodniej.

## Nazwa
Nazwany przez Advisory Committee on Antarctic Names (tłum. „Komitet doradczy ds. nazewnictwa Antarktyki”) na cześć Archera Edwarda Churcha (1929–2006), zastępcy szefa sztabu inżynierii cywilnej U.S. Naval Support Force w latach 1967 i 1968 . 

## Geografia
Church Ridge to grzbiet górski oddzielający Church Glacier i Leander Glacier w Górach Admiralicji na Ziemi Wiktorii w Antarktydzie Wschodniej . Rozciąga się z południa na zachód na długości 15 km . Wysokość kilku szczytów przekracza 2000 m .   

## Historia
Grzbiet został zmapowany na podstawie badań terenowych i zdjęć lotniczych w latach 1960–1963 .